# دوري جرينلاند لكرة القدم 1980
دوري جرينلاند لكرة القدم 1980 هو موسم من دوري جرينلاند لكرة القدم. فاز فيه Nagdlunguaq-48 ‏.